# Human Becoming
Human Becoming (engl. für Menschliches Werden) ist eine ursprünglich unter dem Titel Mensch-Leben-Gesundheit (engl. Man-Living-Health) 1981 in den Vereinigten Staaten von Amerika von der Pflegewissenschaftlerin Rosemarie Rizzo-Parse veröffentlichtes Pflegemodell. Sie benannte ihre Theorie 1992 um, da sich die Verwendung des Wortes man von der Bedeutung Menschheit auf Mann verschoben hatte.
Nach der Theorie von Parse ist der Mensch eine nichtreduzierbare, dynamische und komplizierte Ganzheit. Sie bezieht sich damit in Teilen auf die Energiefeldtheorie von Rogers, die den Menschen als biologisch-psychologisch-sozialen-spirituellen Organismus definiert. Nach Parse ist der Mensch mehr als die Summe seiner Teile und lebt in einer komplexen Umwelt. Zugleich sieht Parse die Entwicklung des Menschen als dynamischen Teil der Zeit: Gegenwart, Vergangenheit und Zukunft.

## Grundannahmen
Um Parses Theorie zu verstehen, müssen ihre neun Grundannahmen des menschlichen Werdens betrachtet werden:
- Der Mensch hat neben seinem eigenen Rhythmus auch Anteil an der Schaffung universeller rhythmischer Muster.
- Der Mensch ist frei und eigenverantwortlich.
- Der Mensch als lebendiges und individuelles Wesen schafft ständig neue Beziehungsmuster.
- Die Grenzen der Erfahrung des Individuums werden mehrdimensional überschritten, er transzendiert innerhalb seiner Möglichkeiten.
- Werden ist ein individuell erfahrbarer offener Prozess.
- Werden ist ein rhythmischer Prozess, der in Wechselwirkung zwischen Mensch und Universum stattfindet.
- Werden ist Teil der menschlichen Beziehung zu Werten und Prioritäten.
- Werden ist ein im individuellen Rahmen erfahrbarer Prozess der Grenzüberschreitung.
- Werden ist die Entfaltung des Menschen.

## Prinzipien
Aus diesen neun Grundannahmen formuliert Parse drei Prinzipien:
- Prinzip 1: Structuring meaning multidimensionally is cocreating reality through the languaging of valuing and imaging.[1] Parse beschreibt hiermit den Versuch des Menschen sich in seiner Umwelt zu orientieren, er macht sich Vorstellungen (imaging), die von seinen individuellen Wertvorstellungen und sozialer Normen (valuing) abhängig sind. Diese Vorstellungen werden durch verbale oder nonverbale Kommunikation (languaging) wird dieses Weltbild (meaning) anderen Menschen mitgeteilt.

- Prinzip 2: Cocreating rhythmical patterns of relating is living the paradoxical unity of revealing-concealing and enabling-limiting while connecting-separating.[1] Hiermit sind die Schaffung rhythmischer Beziehungsmuster gemeint, die dazu genutzt werden um individuell oder mit anderen Menschen dieses Weltbild zu entwickeln. Parse nutzt zur Beschreibung dieses Prinzips Paradoxe, die nach ihrem Verständnis jedoch keine Gegensätze sind, sondern den Menschen dazu befähigen rhythmische Muster zu entwickeln, seinen Platz zu finden und sich mit Widersprüchen und Gegensätzen auseinanderzusetzen.[2]

- Prinzip 3: Cotranscending with the possibles is powering unique ways of originating in the process of transforming.[1] Parse beschreibt hiermit de ständigen Veränderungsprozess des Menschen, der folge der ersten beiden Prinzipien ist. Nach Parse setzt sich der Mensch mit der Umwelt auseinander (powering), wodurch neue Sichtweisen des Individuums entstehen (originating) die letztliche Veränderungen bewirken (transforming).[2]

## Pflegewissenschaftliche Bewertung
Neben der von Reglementierung und gesetzlichen Vorgaben eingeschränkten Möglichkeiten ein solches Modell in der Pflege wirtschaftlich umzusetzen, wird insbesondere das hohe Abstraktionsniveau kritisiert. Eine der nicht umfänglichen behandelten Fragen stellt sich dort, wo Gepflegte in ihren Kommunikationsmitteln eingeschränkt sind.